# Krzysztof Kolumb
Krzysztof Kolumb, kat. Cristòfor Colom lub Cristòfol Colom, wł. Cristoforo Colombo, hiszp. Cristóbal Colón (ur. prawd. między 25 sierpnia a 31 października 1451 w Genui, zm. 20 maja 1506 w Valladolid) – włoski żeglarz, podróżnik i nawigator, tercjarz franciszkański.
Kapitan wyprawy, która płynęła na trzech statkach: „Santa María”, „Niña” i „Pinta” pod flagą Kastylii w poszukiwaniu zachodniej drogi morskiej do wschodniej Azji. Jako pierwsza wyprawa w historii nowożytnych odkryć geograficznych pokonała zwrotnikowy Ocean Atlantycki i 12 października 1492 dotarła do Indii Zachodnich u wybrzeży Ameryki – kontynentu nieznanego w ówczesnej Europie. Za dokonania został mianowany admirałem i pierwszym namiestnikiem hiszpańskich kolonii w Ameryce Środkowej. Organizator i kapitan czterech odkrywczych wypraw transatlantyckich z Hiszpanii do Ameryki.
Trwają spory dotyczące jego pochodzenia. W ich rozstrzygnięciu mogą pomóc prowadzone w ostatnich latach badania porównawcze DNA.

## Główne sukcesy i porażki
Podczas czterech udanych podróży przez środkowy Ocean Atlantycki w latach 1492–1504 Kolumb – jako pierwszy z Europejczyków – opłynął, zbadał i opisał rejon Morza Karaibskiego, w tym środkową część Bahamów, Kubę, Haiti (1492), większość Małych Antyli, Jamajkę (1493) oraz stały ląd Ameryki Południowej w okolicach ujścia rzeki Orinoko (1498) i brzegi Ameryki Północnej na południowo-zachodnim wybrzeżu Morza Karaibskiego (1502), choć niektórzy badacze uznają, że tu mógł go ubiec Amerigo Vespucci. Jako pierwszy Europejczyk usłyszał o rozwiniętych cywilizacjach Mezoameryki i istnieniu „Morza Południowego” (Pacyfiku). Powracające do Hiszpanii okręty Kolumba sprowadziły do Europy pierwszych indiańskich niewolników, przywiozły próbki nieznanych w Starym Świecie roślin (m.in. kukurydzę, ziemniaki, tytoń i kakao), cenne złote ozdoby, perły i wieści o innych bogactwach Nowego Świata. Wśród rzeczy sprowadzonych przez uczestników kolejnych wypraw Kolumba do Ameryki znalazły się m.in. konie i osły, bydło i świnie, trzcina cukrowa, krzewy winorośli i nasiona europejskich roślin uprawnych, narzędzia rolnicze i psy tresowane do chwytania ludzi.
Podczas wypraw pod dowództwem Kolumba wzniesiono pierwsze europejskie osiedla i misje w Ameryce Środkowej (jego brat Bartolomeo w 1496 założył na Haiti Santo Domingo, najstarsze istniejące do dziś hiszpańskie miasto w Ameryce). On też tworzył pierwsze mapy oraz opisy regionu Karaibów i ich mieszkańców. Pionierskie podróże Kolumba – w tym jego osobiste działania – zapoczątkowały epokę odkryć geograficznych na całej półkuli zachodniej oraz procesy krwawej konkwisty i rabunkowej eksploatacji obu kontynentów, przymusowej chrystianizacji oraz kolonizacji tubylczych ludów Ameryki (które podczas pierwszej wyprawy Kolumb błędnie nazwał Indios – Indianami).
Kolumb był doświadczonym i dzielnym żeglarzem, ambitnym i wytrwałym organizatorem kolejnych wypraw, ale popełniał też błędy – zaniżał np. długość równika i wielkość Ziemi, błędnie sytuował Japonię i Chiny na kuli ziemskiej, przez co wierzył w możliwość bezpośredniego dotarcia do tych krajów po wypłynięciu z Europy w kierunku zachodnim. Krytykowany za skromne zdobycze materialne dostarczane władcom Hiszpanii (a zwłaszcza brak dużych ilości złota i przypraw korzennych), nieudolne i autokratyczne zarządzanie nowymi hiszpańskimi koloniami oraz prześladowanie tubylców (zob. krytyka Bartolomé de Las Casas), toczył wieloletnie spory o utrzymanie władzy i obiecane mu przywileje. Chociaż nie odbył planowanej podróży dookoła świata i mógł umrzeć z fałszywym przekonaniem, że dopłynął do brzegów Azji, to jego nazwisko stało się symbolem wielkich odkryć, nie tylko geograficznych.
Podróże Kolumba – oraz rozpowszechniane w całej Europie relacje z nich (i o nich) – zapoczątkowały trwały proces europejskiej kolonizacji obu Ameryk oraz wiele istotnych i nieodwracalnych zmian społecznych, politycznych, ekonomicznych, kulturalnych i przyrodniczych po obu stronach Atlantyku – z dzisiejszego punktu widzenia często kontrowersyjnych i tragicznych (jak wyniszczenie setek tubylczych ludów zachodniej półkuli i gwałtowny upadek kilku zaawansowanych cywilizacji prekolumbijskich). Głęboki, trwały i globalny charakter tych zmian, które – zapoczątkowane pionierskimi wyprawami Kolumba – doprowadziły do integracji Starego i Nowego Świata, nadały jego podróżom, odkryciom i relacjom nie tylko przełomowy charakter, ale i wielowymiarowe znaczenie symboliczne (przyczyniając się do powstania „białej” i „czarnej” legendy Kolumba).

## Życiorys

### Młodość
Kolumb prawdopodobnie urodził się w Genui w domu przy Porta dell’Olivella, pomiędzy 25 sierpnia a 31 października 1451 roku. Był synem genueńskiego tkacza i drobnego kupca, Domenico Colombo. Jako młodzieniec Kolumb zaczął pracować w domu bankowym Centurionich i w związku z profesją rozpoczął morskie podróże, żeglując po okolicznych akwenach w celach handlowych (np. w 1475 na wyspę Chios). W 1476 prawdopodobnie popłynął z konwojem genueńskich statków handlowych do Lizbony i Flandrii, jednak niedaleko Przylądka Św. Wincentego flota francusko-portugalska napadła na konwój i rozbiła go. Cudem uratowany Kolumb, jako rozbitek dopłynął na ląd w pobliżu Lagos. Po kilku tygodniach wyjechał do Lizbony. Zaczął pracę w lizbońskiej filii banku Centurionich. W celach handlowych wypływał na swe pierwsze oceaniczne podróże do Anglii, na Maderę i do Gwinei. W 1479 roku Kolumb ożenił się z Filipą Perestrello de Moniz, córką dawnego gubernatora Porto Santo, wysepki w pobliżu Madery. Rok później urodził im się syn, Diego Colón, a pięć lat później Filipa zmarła. Jako wdowiec, Kolumb znalazł w Hiszpanii dziewczynę – sierotę Beatriz Enríquez. Pomimo że nigdy się nie pobrali, Kolumb pozostawił jej sporą część swojego majątku i nakazał Diego traktowanie jej jak własnej matki. W roku 1488 urodził im się syn Ferdinand (Fernandez). Kilka lat później, gdy reputacja Kolumba zmalała, jego synowie bardzo pomogli w jej odbudowaniu.
Jednocześnie z nauką morskiej praktyki Kolumb studiował pisma antycznych i klasycznych pisarzy, takich jak Strabon, Seneka, Arystoteles, a także współczesnych mu humanistów (Eneasz Sylwiusz Piccolomini). Wielki wpływ na kształtowanie się światopoglądu Kolumba wywarły dzieło Pierre d’Ailly Imago Mundi, a także pisma i słynna mapa florentyńskiego astronoma Toscanellego. Mieszkając w Portugalii musiał też spotkać się z żywą legendą dalekich morskich podróży na zachód. Współcześnie wydaje się możliwe, że portugalscy i baskijscy rybacy docierali na łowiska nowofundlandzkie i można przypuszczać, że ocierali się o wybrzeża Ameryki Północnej. Te wszystkie informacje utwierdziły Kolumba o możliwości dotarcia do Azji, podróżując na zachód. Zgodnie z ówczesną wiedzą geograficzną, Kolumb znacznie nie doszacował wielkości globu. Był przekonany, że ląd znajduje się zaledwie o kilkanaście dni żeglugi.
Kolumb swoją wiarę pragnął zaszczepić królowi Portugalii Janowi II. Odesłał on genueńczyka do swoich doradców Junta dos Mathemáticos, którzy, prawdopodobnie na początku 1485 roku, odrzucili plan Kolumba. W lecie 1485 Krzysztof Kolumb przeniósł się do Hiszpanii. Sprawił, że jego pomysłami zainteresowali się dygnitarze Enrique de Guzmán, a później Luis de la Cerda. Idee Kolumba znalazły posłuch na dworze królewskim, lecz dopiero gdy Hiszpania uporała się z rekonkwistą w 1492, można było je zrealizować. Izabela Kastylijska namówiona przez dworzanina Luisa de Santángel zezwoliła Kolumbowi na zorganizowanie wyprawy, która miała popłynąć pod banderą korony hiszpańskiej. Wyprawa była finansowana częściowo przez dwór, częściowo przez kupiecką rodzinę Pinzonów. Kolumbowi przyrzeczono dziedziczny tytuł Wielkiego Admirała, tytuł Wicekróla odkrytych ziem oraz dziesiątą część zysków.

### Teorie pochodzenia
Według jednego z hiszpańskich historyków jego prawdziwe imię i nazwisko brzmiało Pedro Scotto. W 2009 r. Alfonso Ensenat de Villalonga zweryfikował najczęstsze opinie o pochodzeniu odkrywcy. Kolumb mógł być synem tkacza z Genui we Włoszech albo pochodzić z Katalonii lub Galicji w Hiszpanii, a nawet z Korsyki lub Portugalii. Najprawdopodobniej pochodził z Genui, ale „był synem właściciela sklepu, nie tkacza i był ochrzczony jako Pedro, nie Krzysztof”. Nazwisko rodziny Kolumba brzmiało ponoć „Scotto” i miało nie włoskie, a szkockie korzenie.
Amerykański doktor literatury średniowiecznej Charles J. Merrill, twierdzi z kolei na podstawie dokumentów oraz analizy pism napisanych ręką Krzysztofa Kolumba, że pochodził z Kastylii a jego prawdziwe nazwisko to „Colom”. Ruth G. Durlacher-Wolper w opublikowanej w 1982 roku rozprawie Christophoros Columbus: A Byzantine Prince from Chios, Greece wysunęła hipotezę, że Kolumb pochodził z wyspy Chios i był spokrewniony z cesarskim rodem Paleologów.
Pojawiła się również teoria, że Krzysztof Kolumb był synem króla Polski Władysława III Warneńczyka, który miałby przeżyć bitwę pod Warną w 1444 roku (jego ciała nie znaleziono). Informacje o domniemanych polskich korzeniach Kolumba opublikował Manuel da Silva Rosa, portugalski historyk amator, w książce Kolumb. Historia nieznana. Jego zdaniem po przegranej bitwie Warneńczyk osiadł na portugalskiej Maderze, gdzie używał pseudonimu Henrique Alemao, lecz był też znany jako Principe Polaco (książę Polak). Według tej teorii Kolumb miał się narodzić z rzekomego związku będącego na samowygnaniu króla z portugalską szlachcianką Filipą Moniz de Perestrelo. Autor zwrócił się do katedry na Wawelu o możliwość zbadania szczątków ojca Warneńczyka, Władysława Jagiełły, w celu sprawdzenia ewentualnego pokrewieństwa Kolumba z Jagiellonami.

### Pierwsza wyprawa Kolumba (1492)

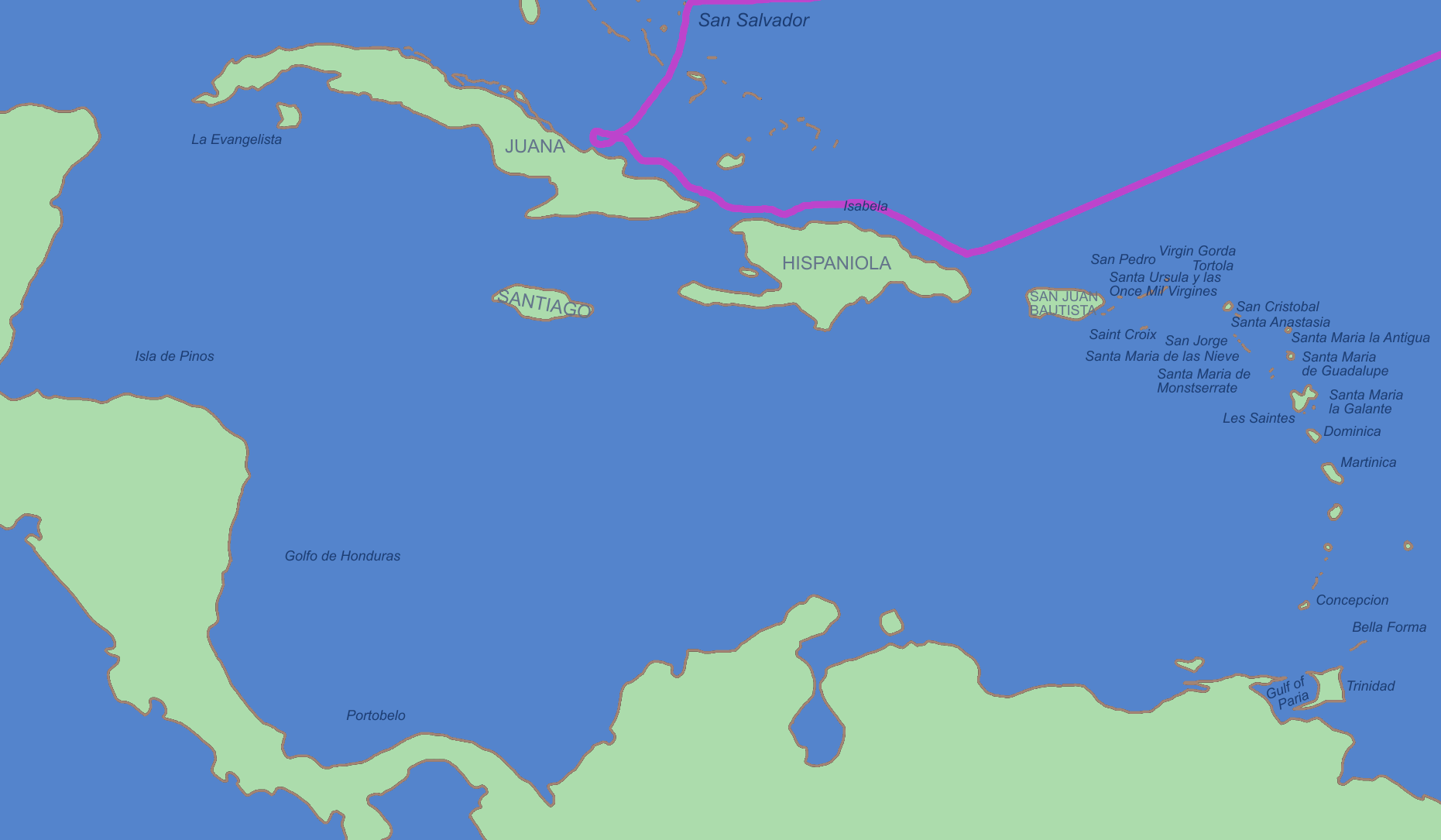
Pierwsza wyprawa Kolumba 1492

22 maja 1492 roku Kolumb przybył do portu Palos, w którym, zgodnie z królewskim nakazem, miał otrzymać dwie karawele. Miasto oddało mu do dyspozycji karawele Niña i Pinta. Statki miały około 20 metrów długości i 7 metrów szerokości. Na okręt flagowy Kolumb wydzierżawił od Juana de la Cosa większy statek Santa María.

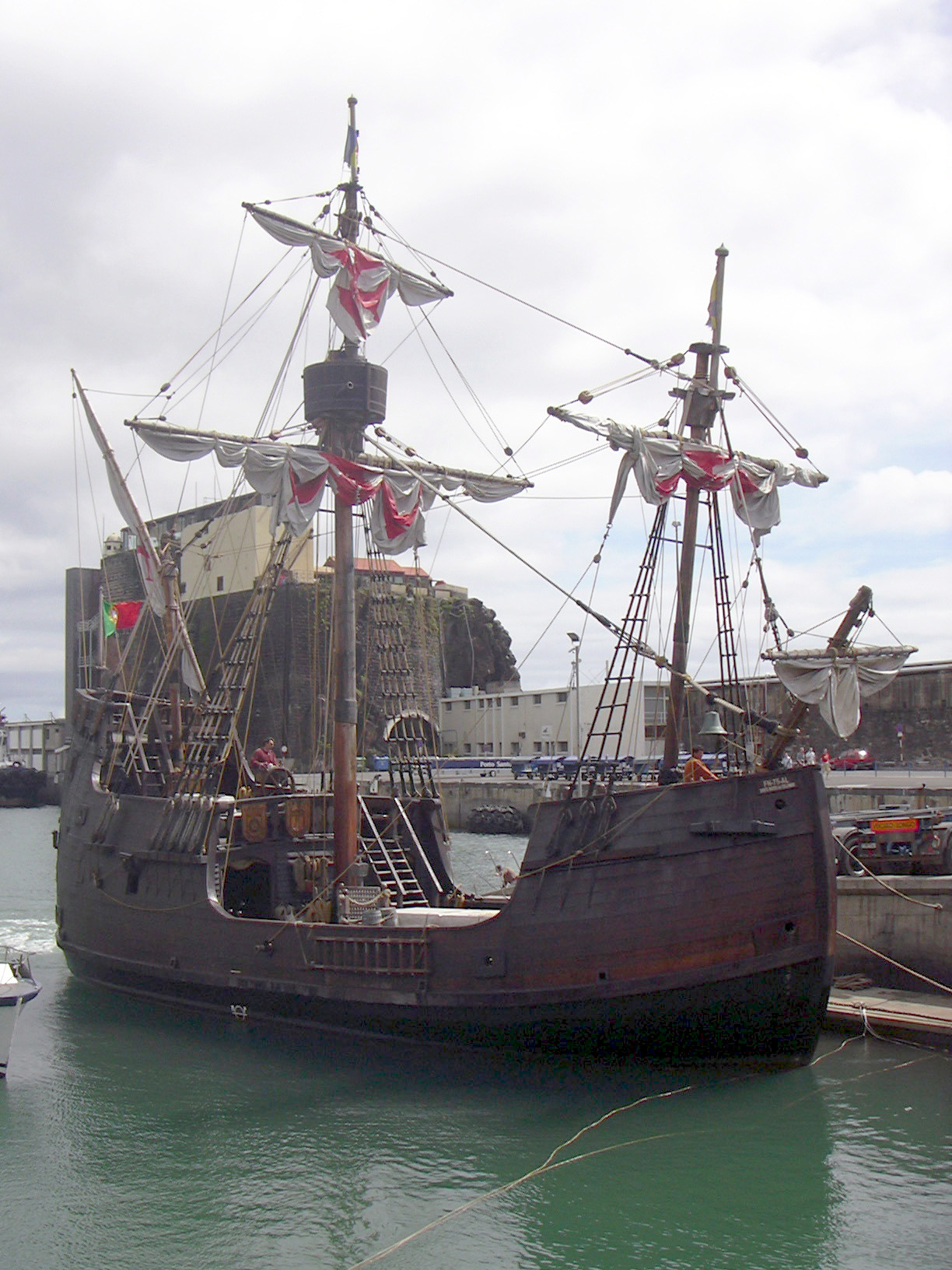
Replika Santa Marii

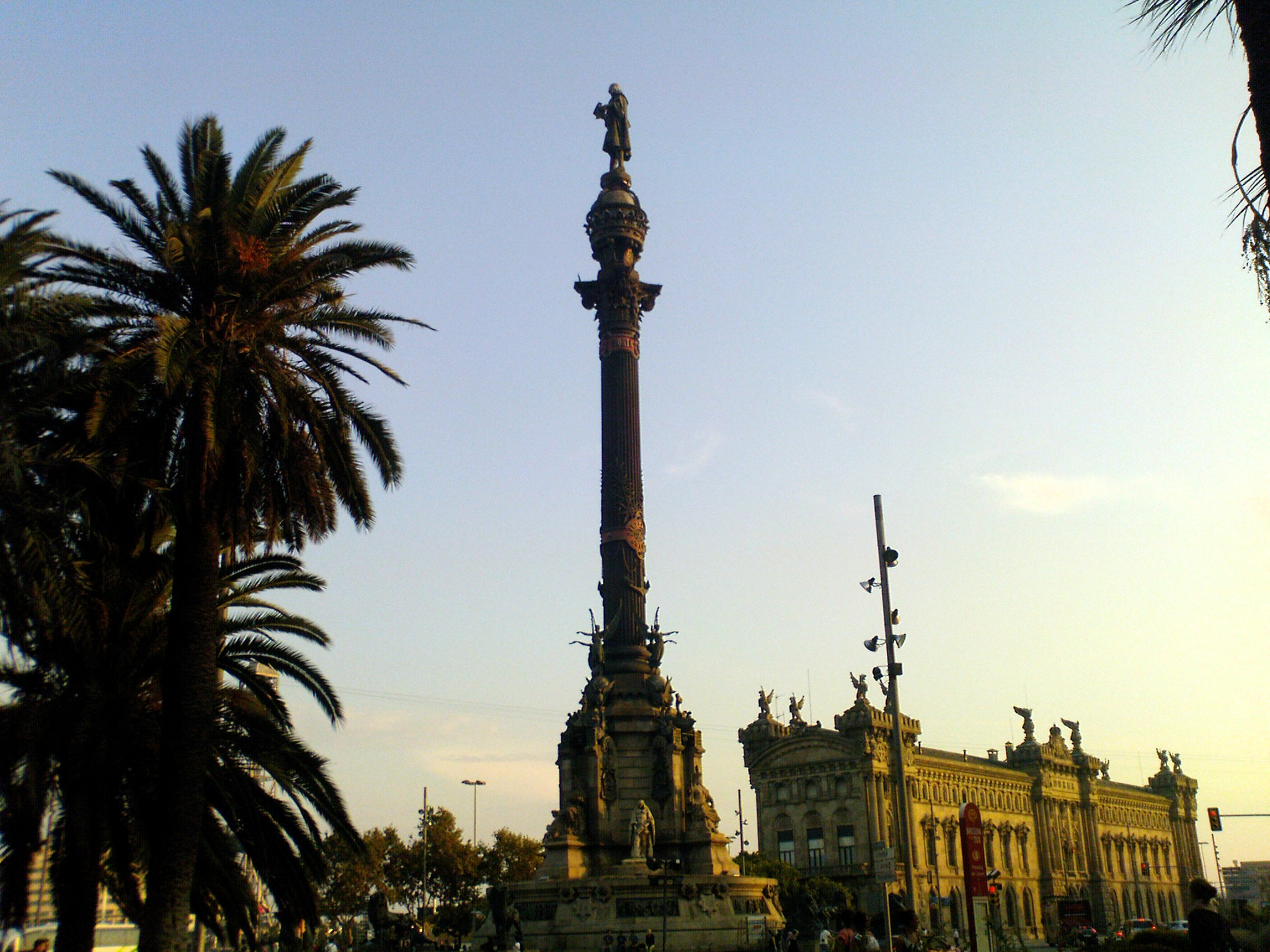
Pomnik Kolumba w Barcelonie, stojący w miejscu, z którego wypłynął w swą podróż do Azji

3 sierpnia 1492 roku karaka „Santa María” (280 ton) oraz dwie karawele – „Pinta” (240 ton) i „Niña” (100 ton), na których przebywało łącznie około 90 ludzi, podniosły kotwice. Po postoju w Las Palmas na Wyspach Kanaryjskich 5 września eskadra statków ruszyła na zachód. Po ponad dwumiesięcznej żegludze, podczas której zaczęło dochodzić do głosu zniecierpliwienie załogi, 12 października o drugiej nad ranem jeden z marynarzy Rodrigo de Triana dostrzegł ląd. Wyprawa wylądowała prawdopodobnie na Wyspie Watlinga (zwanej przez Indian Guanahani), niewielkiej wyspie grupy Bahama. U krajowców zauważono złote ozdoby. Indagowani o ich pochodzenie, wskazali kierunek na południe. Wnioskując z tego, że znajduje się na północ od głównego lądu, Kolumb obrał nowy kurs na południowy zachód i 28 października odkrył Kubę, a 6 grudnia Haiti (Hispaniolę), którą to wyspę, urzeczony jej pięknem, wybrał na swoją kwaterę. Gdy okręt flagowy Santa María rozbił się, a w czasie burzy stracono kontakt z Pintą, Kolumb na Niñi postanowił osobiście dostarczyć wiadomość o odkryciu drogi do Ameryki na dwór królewski. 16 grudnia, pozostawiwszy w ufortyfikowanym forcie Navidad na Hispanioli 43 ochotników z załogi, wypłynął w drogę powrotną. 15 marca 1493 roku zawinął do portu w Palos, skąd w triumfalnym pochodzie udał się na dwór królewski do Barcelony ze sprawozdaniem dla kastylijskich monarchów.
Kolumb wiele wysiłku włożył w rozpropagowanie swojego sukcesu. Kilka dni przed wyruszeniem w podróż do Barcelony wysłał w drogę ludzi ze złotem i kolorowymi arami, którzy ogłaszali jego zwycięski powrót. Na trasie ustawiały się tysiące gapiów, zwłaszcza dzieci.
W czasie spotkania z parą królewską Ferdynandem Aragońskim i Izabelą Kastylijską Kolumb roztoczył przed nimi wizję bogactwa, jakie miało spłynąć na Hiszpanię, gdy akcja odkrywcza będzie kontynuowana. Doprowadziło to do prawdziwej gorączki odkrywczej, której kolejnym epizodem była druga wyprawa Kolumba.

### Druga wyprawa (1493–1494)

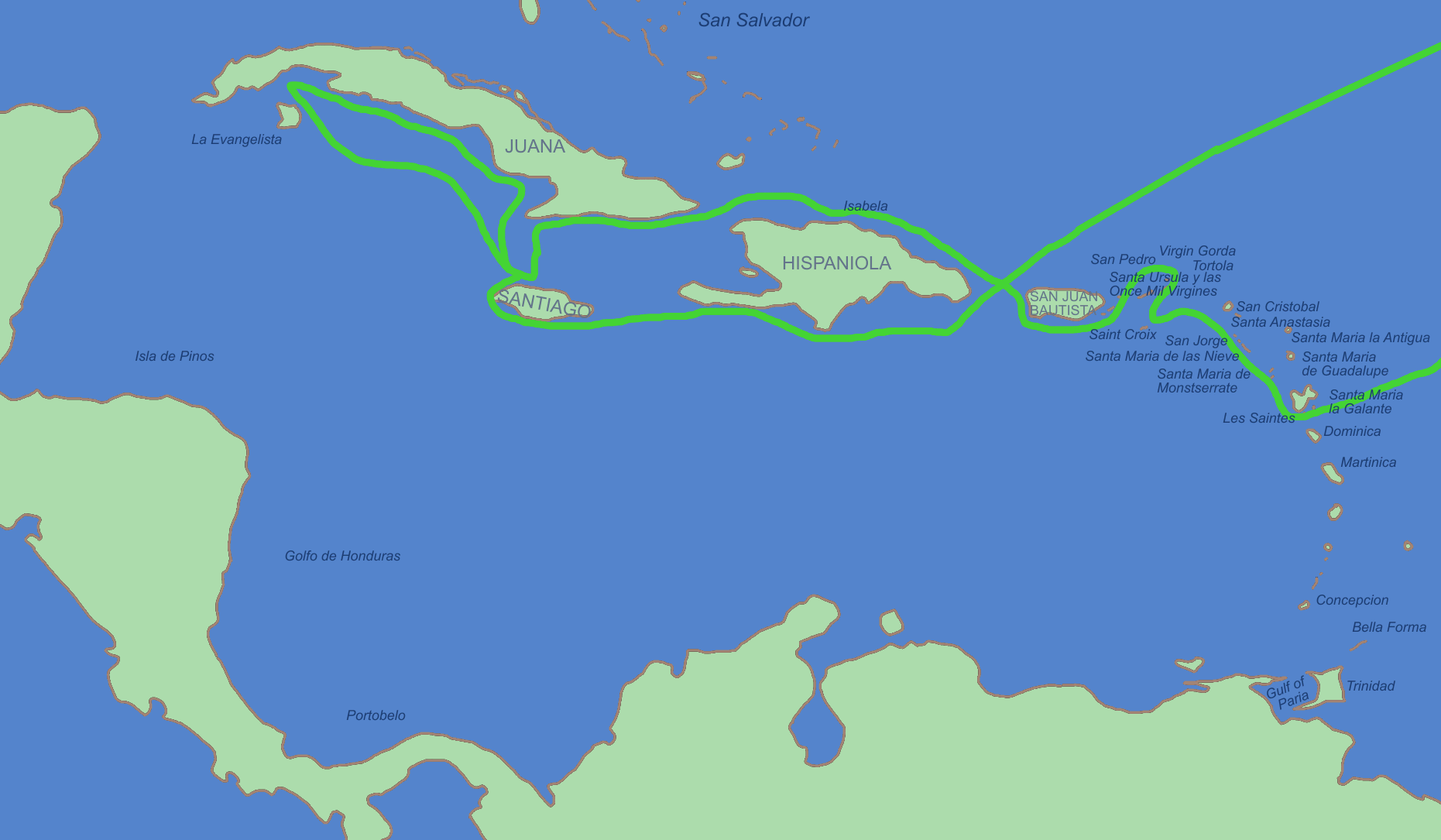
Druga wyprawa Kolumba 1493

Jeszcze tego samego roku w olbrzymim pośpiechu zorganizowano kolejną wyprawę, której dowódcą został Kolumb.
Wiosną i latem 1492 Krzysztof Kolumb musiał poświęcić kilka miesięcy na namówienie 90 osób na pierwszą wyprawę. Gdy z niej powrócił, było już tylu chętnych, że trzeba było dokonać selekcji i liczba uczestników drugiej wyprawy została ograniczona do około 1500- 2500 osób na 15-17 statkach (dokładna liczba ludzi i statków jest przedmiotem dyskusji). Kolumb skarżył się później, że nawet krawcy byli gotowi porzucić zawód i wybrać się w wielką podróż, na której można było się szybko wzbogacić. Ostatecznie wybrano grupę, w której obok poszukiwaczy przygód i łatwego bogactwa znaleźli się misjonarze, pragnący ewangelizować mieszkańców odkrytych ziem.
Druga wyprawa wyruszyła 25 września 1493. Tym razem Kolumb wybrał bardziej południową trasę i w związku z tym ląd osiągnął w okolicy Małych Antyli. Odkrył kolejno wyspy Dominikę, Marie-Galante, Gwadelupę, Antiguę i Portoryko. 22 listopada Kolumb ponownie dotarł na Haiti i przekonał się, że z zostawionych tam ludzi nikt nie przetrwał. Jak się domyślono, wszyscy wyginęli w walkach z krajowcami – Indios (Indianami). Następnie Kolumb popłynął wzdłuż południowych wybrzeży Kuby i odkrył Jamajkę.
Tymczasem jednak autokratyczne i bezwzględne postępowanie Kolumba zraziło do niego dużą część załogi. Wielu zniechęconych trudami i brakiem legendarnego bogactwa odłączyło się od wyprawy i rozpoczęło poszukiwania na własną rękę. Inni powrócili do Hiszpanii, zanosząc wiele skarg na Kolumba. Wpływowi wrogowie Kolumba postulowali, by zabrać przyznane mu wcześniej przywileje, a na jego miejsce mianować królewskiego namiestnika nowo odkrytych ziem. W tej sytuacji Kolumb 19 marca wyruszył w drogę powrotną do Hiszpanii, gdzie przybył 11 czerwca. Na dworze zdołał oczyścić się ze stawianych mu zarzutów, uzyskał potwierdzenie wcześniejszych przywilejów oraz przyrzeczenie zorganizowania kolejnej, trzeciej wyprawy.

### Trzecia wyprawa (1498–1500)

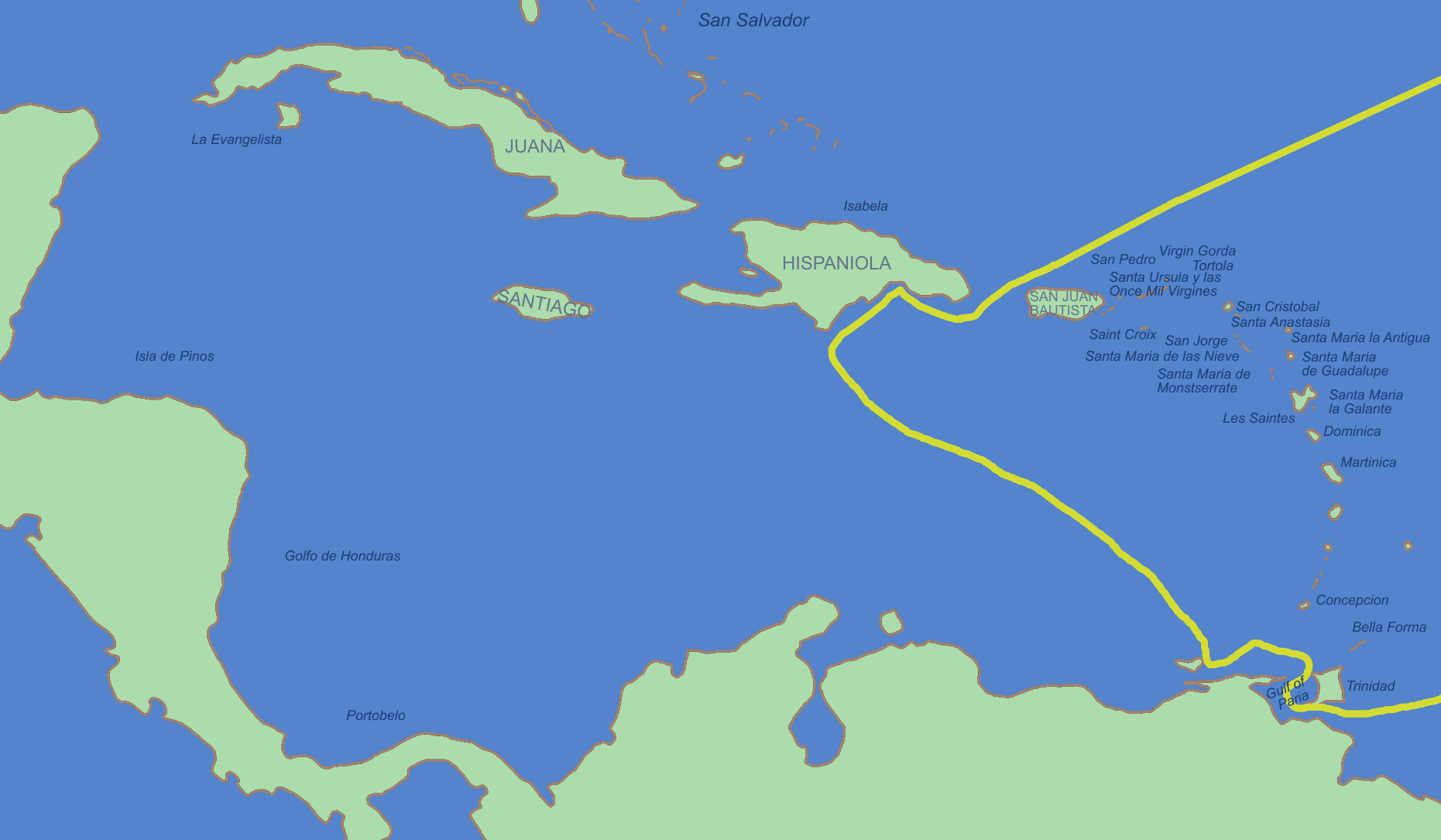
Trzecia wyprawa Kolumba 1498–1500

Mimo że Kolumb odzyskał swoje przywileje, nie zdołał w pełni odbudować zaufania, jakim go wcześniej darzono. Na zorganizowanie trzeciej wyprawy musiał czekać aż do 1498 roku. 30 maja wyruszył sześcioma statkami na zachód. Trzy statki odesłał prosto na Haiti, podczas gdy pozostałymi popłynął na południowy zachód w nadziei na odnalezienie kontynentu azjatyckiego. W czasie tej wyprawy po raz pierwszy osiągnął kontynentalną część Ameryki. Do brzegu dotarł na południe od ujścia Orinoko. Płynąc dalej na zachód wzdłuż wybrzeża, odkrył wyspę Trynidad. Następnie zwrócił się na północny zachód i pożeglował na Haiti, gdzie w międzyczasie założone zostało pierwsze hiszpańskie stałe osiedle w Indiach Zachodnich, Santo Domingo.
Stosunki w hiszpańskiej społeczności w Santo Domingo nie były dobre. Autokratyczny Kolumb faworyzował swoich ludzi, w szczególności swojego syna – Diego. Dodatkowe negatywne czynniki wyprawy stanowiły frustracja z powodu braku poważniejszych sukcesów ekonomicznych wypraw i trudności w stosunkach z krajowcami. Podobnie jak w czasie drugiej wyprawy, wiadomości o problemach dotarły do korony. Tym razem postanowiono działać bardziej zdecydowanie. W czerwcu 1500 wysłano na zachód Franciszka Bobadilla, którego obdarzono szerokimi pełnomocnictwami. Po zapoznaniu się z sytuacją na Haiti, polecił on aresztować Kolumba i jego syna, i w kajdanach wysłać ich do Hiszpanii. Na miejscu Kolumb ponownie zdołał oczyścić się z zarzutów i powrócić do łask królewskiej pary. Wynikiem tego była czwarta i ostatnia wyprawa Kolumba do Ameryki.

### Czwarta wyprawa (1502–1504)

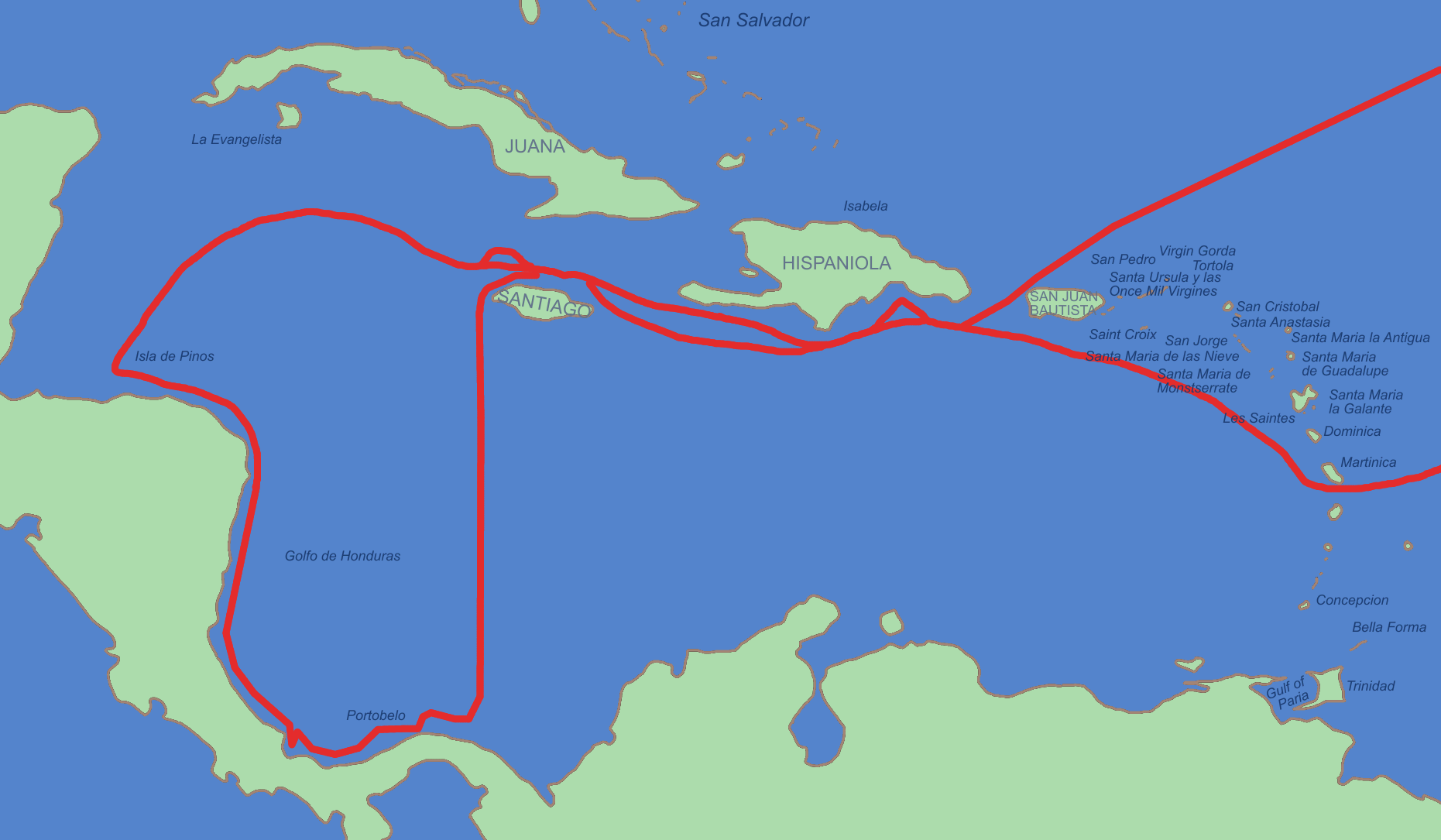
Czwarta wyprawa Kolumba 1502–1504

9 maja 1502 flotyllą złożoną z czterech okrętów i w towarzystwie 150 osób załogi Kolumb ponownie wyruszył na zachód. Ponieważ Vasco da Gama odkrył niedawno drogę do Półwyspu Indyjskiego wokół kontynentu afrykańskiego, Kolumbowi pilnie potrzebny był sukces udowadniający, że droga na zachód jest krótsza, wygodniejsza i bezpieczniejsza. Zamierzeniem Kolumba było znalezienie przejścia na wody, które ostatecznie miały go doprowadzić do Indii. Spodziewał się go na zachód od Kuby i tam właśnie się skierował. Wkrótce dotarł do wybrzeży Hondurasu (18 września 1502 r.) i Wybrzeża Moskitów na wschodnim wybrzeżu Nikaragui. Tam od krajowców dowiedział się o „bogatych królestwach” (cywilizacji Majów, być może także o państwie Inków) i „wielkim morzu” (Oceanie Spokojnym) leżącym dalej na zachód, lecz mimo poszukiwań nie zdołał odnaleźć wodnego przejścia na ten akwen. Straciwszy dwa z czterech statków, zrezygnowany powrócił na północ i dopłynął do Jamajki. Tam został zmuszony do osadzenia pozostałych statków na mieliźnie. Materiały pochodzące ze zniszczonych statków zostały użyte do budowy umocnionego osiedla. Jeden z towarzyszy Kolumba, Diego Mendez, na indiańskiej łodzi wyruszył na poszukiwanie pomocy dla rozbitków. Jednak dopiero po wielomiesięcznym błądzeniu zdołał dotrzeć na Haiti, skąd sprowadził pomoc. W międzyczasie Kolumb ciężko zachorował i w takim stanie odtransportowano go do Hiszpanii, gdzie przybył w listopadzie 1504 roku.

### Ostatnie lata życia (1505–1506)

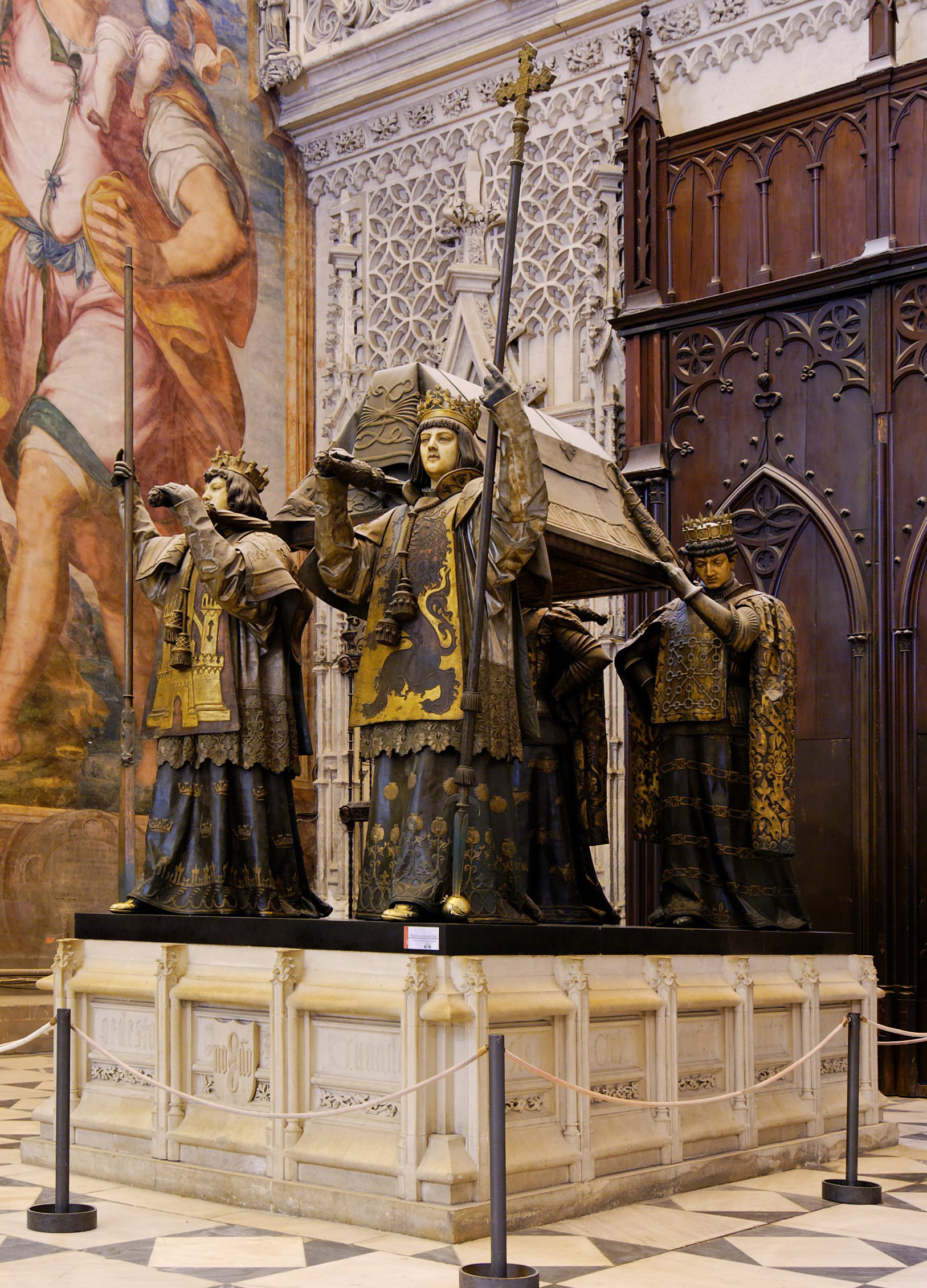
Sarkofag Kolumba w Sewilli (2008)

Po powrocie z czwartej wyprawy schorowany Kolumb starał się o posłuchanie na dworze królewskim. Jednak jego największa protektorka – królowa Izabela – już nie żyła. Król Ferdynand zaś, mimo licznych usiłowań Kolumba, nie udzielił mu audiencji. Nie został także wypełniony żaden z nadanych mu wcześniej przywilejów. Mimo to, dzięki zdobyczom i dochodom z odkrytych ziem, był człowiekiem zamożnym, o czym świadczy np. zapisana synowi w testamencie własność ziemska z zabudową. Opuszczony, zgorzkniały i rozgoryczony Kolumb zmarł 20 maja 1506 roku w Valladolid i spoczął najpierw tam, a trzy lata później w Sewilli. Jego życzeniem było jednak zostać pochowanym w Ameryce, dlatego w 1537 roku trumna ze zwłokami Kolumba trafiła do katedry w Santo Domingo w Dominikanie.
Od lat trwają spory dotyczące dalszych pośmiertnych losów ciała Kolumba i obecnego miejsca jego pochówku. W kolejnych wiekach prawdopodobnie powróciło ono (przez Kubę) do Hiszpanii. Ukończone w 2006 roku badania DNA kości z domniemanego grobu Krzysztofa Kolumba w Sewilli potwierdziły bliskie pokrewieństwo zmarłego z pochowanym w tym samym mieście bratem Krzysztofa Kolumba, Diego. Wyniki tych badań kwestionują jednak m.in. badacze z Dominikany, którzy twierdzą, że Kolumb został pochowany w Santo Domingo, a jego ciało nigdy nie opuściło Hispanioli (obecnie Haiti). Jak dotąd nie zgadzają się oni na zbadanie grobu Kolumba na wyspie.
Historycy na podstawie dzienników pisanych przez Kolumba w trakcie podróży uważają, iż był on świadom faktu odkrycia nowego lądu – Ameryki. Potwierdzają to zwroty, jakich używał pisząc do Korony Hiszpańskiej.

## W literaturze i sztuce
Krzysztof Kolumb był bohaterem dzieł literackich i filmowych:
- Samuel Jefferson napisał epos Columbus: An Epic Poem, Giving an Accurate History of the Great Discovery in Rhymed Heroic Verse.
- M.D.C. Luby stworzył poemat New American Epic Poem on the Discovery of America by Christopher Columbus.